# Spettro (matematica)
In matematica, in particolare nell'ambito dell'analisi funzionale e della teoria spettrale, lo spettro di una trasformazione lineare tra spazi vettoriali è la generalizzazione del concetto di insieme di autovalori per le matrici.
Il concetto di spettro viene solitamente introdotto in algebra lineare nell'ambito delle trasformazioni lineari (limitate) tra spazi vettoriali di dimensione finita, e viene esteso dall'analisi funzionale al caso di operatori lineari limitati, e anche non limitati, in spazi vettoriali infinito-dimensionali. Agli operatori non limitati spesso si richiede che siano chiusi.
Se {\displaystyle T} è un operatore lineare limitato definito su uno spazio di Banach {\displaystyle \mathbb {X} } sul campo {\displaystyle \mathbb {K} }, e con {\displaystyle I} si indica la funzione identità su {\displaystyle \mathbb {X} }, lo spettro di {\displaystyle T} è l'insieme dei numeri {\displaystyle \lambda \in \mathbb {K} } tali per cui {\displaystyle \lambda I-T} non possiede un inverso che è un operatore lineare limitato. Se {\displaystyle \lambda } è un autovalore di {\displaystyle T}, allora {\displaystyle T-\lambda I} non è una funzione biunivoca e dunque la sua inversa {\displaystyle (T-\lambda I)^{-1}} non è definita. Tuttavia, l'operatore {\displaystyle T-\lambda I} può comunque non avere un operatore inverso: perciò lo spettro di un operatore contiene tutti i suoi autovalori, ma non si limita ad essi. 
Si può dimostrare che ogni operatore lineare limitato su uno spazio di Banach complesso ha uno spettro non vuoto. Inoltre, operatori su spazi infinito dimensionali possono non avere autovalori, ad esempio sullo spazio di Hilbert ℓ2 l'operatore di shift unilaterale {\displaystyle (x_{1},x_{2},\dots )\mapsto (0,x_{1},x_{2},\dots )} non ha autovalori.

## Spettro di operatori limitati
Sia {\displaystyle T} un operatore lineare limitato definito su uno spazio di Banach complesso {\displaystyle X}. Si definisce insieme risolvente di {\displaystyle T} l'insieme {\displaystyle \rho (T)} dei numeri complessi {\displaystyle \lambda } tali per cui l'operatore {\displaystyle \lambda I-T} è invertibile, ovvero ha un inverso che è un operatore lineare limitato. Si definisce risolvente di {\displaystyle T} la funzione: {\displaystyle R_{\lambda }(T)=(\lambda I-T)^{-1}\ }. Lo spettro di {\displaystyle T} è l'insieme {\displaystyle \sigma (T)} dei numeri complessi {\displaystyle \lambda } che non appartengono all'insieme risolvente, ovvero tali per cui l'operatore {\displaystyle \lambda I-T} non è invertibile.
Dal momento che {\displaystyle \lambda I-T} è un operatore lineare, se il suo inverso esiste esso è lineare. Inoltre, per il teorema del grafico chiuso l'inverso di un operatore lineare limitato è limitato. Segue che l'insieme risolvente è l'insieme dei valori che rendono {\displaystyle \lambda I-T} bigettivo. Lo spettro di un operatore non può essere vuoto, e si possono distinguere tre suoi sottoinsiemi disgiunti:
- Si definisce spettro puntuale o discreto di {\displaystyle T} l'insieme degli autovalori di {\displaystyle T}, ovvero i numeri complessi {\displaystyle \lambda } tali che: {\displaystyle T(x)=\lambda x} quando {\displaystyle x\neq 0}. Gli autovalori sono quindi i valori di {\displaystyle \lambda ~|~T(x)-\lambda x=0}, ovvero le radici del polinomio caratteristico {\displaystyle p_{T}(\lambda )=\det(T-\lambda I)}: infatti, la funzione {\displaystyle T-\lambda I} non è invertibile se il suo nucleo non è costituito dal solo vettore nullo, ovvero esistono dei vettori {\displaystyle x} tali per cui {\displaystyle \exists \lambda ~|~(T-\lambda I)(x)=0}. In modo equivalente, {\displaystyle \lambda } è autovalore di {\displaystyle T} se e solo se {\displaystyle T-\lambda I} non è iniettivo, oppure se e solo se {\displaystyle p_{T}(\lambda )=0}.

- Si definisce spettro continuo di {\displaystyle T} l'insieme dei numeri {\displaystyle \lambda } tali per cui {\displaystyle (\lambda I-T)^{-1}} non è limitato, pur essendo densamente definito.

- Si definisce spettro residuo di {\displaystyle T} l'insieme dei numeri {\displaystyle \lambda } che non sono autovalori e tali per cui l'operatore {\displaystyle \lambda I-T} non ha immagine densa in {\displaystyle X}.[2]

Lo spettro include l'insieme degli autovalori detti autovalori approssimati, che sono i {\displaystyle \lambda } tali che  {\displaystyle (\lambda I-T)^{-1}} non è limitato oppure non esiste. Questo rende possibile una differente suddivisione dello spettro:
- Si definisce spettro puntuale approssimato l'insieme dei numeri {\displaystyle \lambda } per i quali esiste una successione di vettori unitari {\displaystyle x_{n}} tale che: {\displaystyle \lim _{n\to \infty }\|Tx_{n}-\lambda x_{n}\|=0}

Lo spettro puntuale approssimato contiene lo spettro puntuale, e per un operatore limitato non è mai vuoto.
- Si definisce spettro residuo puro l'insieme dei numeri {\displaystyle \lambda } per i quali {\displaystyle R_{\lambda }(T)} è limitato e l'immagine di {\displaystyle \lambda I-T} è un sottospazio proprio di {\displaystyle X}.

Si dimostra che l'insieme risolvente {\displaystyle \rho (T)} è un sottoinsieme aperto di {\displaystyle \mathbb {C} }, e che il risolvente {\displaystyle R_{\lambda }(T)} è una funzione analitica definita su un sottoinsieme {\displaystyle D} aperto e connesso del piano complesso a valori nello spazio degli operatori limitati su {\displaystyle X}. In particolare, {\displaystyle R_{\lambda }(T)} è analitica per ogni sottoinsieme massimale connesso di {\displaystyle D}. Inoltre, per ogni {\displaystyle \lambda ,\mu \in \rho (T)} le funzioni {\displaystyle R_{\lambda }(T)} e {\displaystyle R_{\mu }(T)} commutano e si ha:
{\displaystyle R_{\lambda }(T)-R_{\mu }(T)=(\lambda -\mu )R_{\lambda }(T)R_{\mu }(T)\ }
Tale relazione è detta prima formula risolvente.
La limitatezza dello spettro segue dall'espansione in serie di Neumann in {\displaystyle \lambda }. Lo spettro {\displaystyle \sigma (x)} è limitato da {\displaystyle \|x\|}, ed un risultato simile ne dimostra la chiusura: lo spettro di un operatore limitato è compatto.

### Algebra di Banach
Un operatore limitato può essere visto come un elemento di una algebra di Banach {\displaystyle B} complessa contenente l'unità {\displaystyle e}. Lo spettro di un elemento {\displaystyle x} di {\displaystyle B}, spesso scritto come {\displaystyle \sigma _{B}(x)} o semplicemente {\displaystyle \sigma (x)}, consiste nei numeri complessi {\displaystyle \lambda } tali per cui l'operatore {\displaystyle (\lambda e-x)} non è invertibile in {\displaystyle B}. Se {\displaystyle X} è uno spazio di Banach complesso allora l'insieme di tutti gli operatori lineari limitati su di esso forma un'algebra di Banach, chiamata {\displaystyle B(X)}.

### Raggio spettrale
Si definisce raggio spettrale di {\displaystyle T} il numero {\displaystyle r(T)} dato da:
{\displaystyle r(T)=\sup _{\lambda \in \sigma (T)}|\lambda |}
Si dimostra che:
{\displaystyle \lim _{n\to \infty }\|T^{n}\|^{1/n}=r(T)}
e tale limite esiste sempre. In particolare, se {\displaystyle X} è uno spazio di Hilbert e {\displaystyle T} è autoaggiunto si ha:
{\displaystyle r(T)=\|T\|\ }

### Spettro dell'operatore aggiunto
La definizione di operatore aggiunto si diversifica a seconda che ci si trovi in uno spazio di Hilbert o in uno spazio di Banach. A causa di ciò, lo spettro ed il risolvente di un operatore definito su uno spazio di Banach coincidono con quelli del suo aggiunto, mentre in uno spazio di Hilbert, denotando l'aggiunto di {\displaystyle T} con {\displaystyle T^{*}}, si ha che:
{\displaystyle \sigma (T^{*})=\{\lambda :{\bar {\lambda }}\in \sigma (T)\}\qquad R_{\lambda }(T^{*})=R_{\lambda }(T)^{*}}
Inoltre, se {\displaystyle \lambda } appartiene allo spettro residuo di {\displaystyle T}, allora {\displaystyle \lambda } appartiene allo spettro puntuale dell'aggiunto {\displaystyle T^{*}}. Se invece {\displaystyle \lambda } appartiene allo spettro puntuale di {\displaystyle T}, allora esso appartiene sia allo spettro puntuale e sia allo spettro residuo di {\displaystyle T^{*}}.
Se {\displaystyle T} è autoaggiunto su uno spazio di Hilbert, si ha inoltre:
- {\displaystyle T} non ha spettro residuo.
- {\displaystyle \sigma (T)} è un sottoinsieme di {\displaystyle \mathbb {R} },ovvero gli autovalori sono reali.
- Autovettori relativi ad autovalori distinti sono ortogonali.

Un operatore autoaggiunto di una C*-algebra {\displaystyle {\mathcal {A}}} è detto positivo se il suo spettro {\displaystyle \sigma (A)} contiene soltanto numeri non negativi reali. Inoltre è positivo se e solo se esiste un elemento {\displaystyle B\in {\mathcal {A}}} tale che {\displaystyle A=B^{*}B}. Un operatore positivo in uno spazio di Hilbert (dunque sul campo complesso) è autoaggiunto, ed in particolare normale. Questo non vale su uno spazio vettoriale reale.
Il teorema spettrale stabilisce inoltre che un operatore limitato su uno spazio di Hilbert è normale se e solo se è un operatore di moltiplicazione. Si può mostrare che, in generale, lo spettro continuo di un operatore di moltiplicazione limitato è l'intero spettro.

### Spettro di operatori compatti e normali
Il teorema di Riesz-Schauder asserisce che se {\displaystyle A} è un operatore compatto definito su uno spazio di Hilbert {\displaystyle H} allora lo spettro {\displaystyle \sigma (A)} è un insieme finito o numerabile che ammette al più {\displaystyle \lambda =0} come punto di accumulazione. Inoltre, ogni {\displaystyle \lambda \in \sigma _{p}(A)} non nullo ha molteplicità finita. Lo spettro si presenta in questa forma:
{\displaystyle \sigma (A)=\sigma _{p}(A)\cup \{0\}}
Si osservi che nulla esclude che anche {\displaystyle \lambda =0} potrebbe essere autovalore con molteplicità finita o infinita.
Il teorema spettrale afferma che ogni matrice normale è simile ad una matrice diagonale tramite una matrice unitaria. In altre parole, per ogni matrice normale {\displaystyle H} esistono una matrice unitaria {\displaystyle U} ed una diagonale {\displaystyle D} per cui:
{\displaystyle D=U^{-1}HU=\,^{t}\!{\bar {U}}HU}
Come corollario segue che se e solo se l'operatore {\displaystyle T} è autoaggiunto la base ortonormale conta solo autovalori reali, mentre se {\displaystyle T} è unitario il modulo degli autovalori è 1. In particolare, gli autovalori di una matrice hermitiana sono tutti reali, mentre quelli di una matrice unitaria sono di modulo 1.

## Spettro di operatori illimitati
Si può estendere la definizione di spettro per operatori illimitati su uno spazio di Banach {\displaystyle X}, operatori che non sono più elementi dell'algebra di Banach {\displaystyle B(X)}, e si procede in maniera simile al caso limitato. Un numero complesso {\displaystyle \lambda } si dice essere nell'insieme risolvente di un operatore lineare {\displaystyle T:D\subset X\to X} se l'operatore:
{\displaystyle T-\lambda I:D\to X}
ha un inverso limitato, ovvero se esiste un operatore limitato {\displaystyle S:X\rightarrow D} tale che:
{\displaystyle S(T-\lambda I)=I_{D}\qquad (T-\lambda I)S=I_{X}}
Il complementare dell'insieme risolvente è lo spettro di {\displaystyle T}. Un numero complesso {\displaystyle \lambda } è quindi nello spettro se la precedente proprietà non vale, e si può classificare lo spettro esattamente allo stesso modo del caso limitato. Lo spettro di un operatore illimitato è in generale un sottoinsieme chiuso, possibilmente vuoto, del piano complesso.
Dalla definizione segue che {\displaystyle S} può non essere invertibile nel senso degli operatori limitati. Dato che il dominio {\displaystyle D} può essere un sottoinsieme proprio di {\displaystyle X}, l'espressione:
{\displaystyle \,(T-\lambda )S=I_{X}}
ha senso solo se l'immagine di {\displaystyle S} è contenuta in {\displaystyle D}. In modo simile:
{\displaystyle \,S(T-\lambda )=I_{D}}
implica che {\displaystyle D} è contenuto nell'immagine di {\displaystyle S}. 
Il fatto che {\displaystyle \lambda } stia nell'insieme risolvente di {\displaystyle T} significa che {\displaystyle T-\lambda } è bigettiva. Il viceversa è vero se si introduce la condizione addizionale che {\displaystyle T} è un operatore chiuso. Per il teorema del grafico chiuso, infatti, se {\displaystyle T-\lambda I:D\to X} è bigettiva allora la sua applicazione inversa (algebricamente) è necessariamente un operatore limitato. Si noti che la completezza di {\displaystyle X} è richiesta nell'invocare il teorema del grafico chiuso. 
In contrasto col caso limitato, quindi, la condizione che un numero complesso {\displaystyle \lambda } stia nello spettro di {\displaystyle T} diventa puramente algebrica: per un operatore chiuso {\displaystyle T}, {\displaystyle \lambda } è nello spettro di {\displaystyle T} se e solo se {\displaystyle T-\lambda I} non è bigettiva.

## L'operatore risolvente
Il risolvente {\displaystyle R_{\lambda }} può essere valutato a partire dagli autovalori e dalle autofunzioni di {\displaystyle T}. Applicando {\displaystyle R_{\lambda }} ad una funzione arbitraria {\displaystyle \varphi } si ha:
{\displaystyle R_{\lambda }|\varphi \rangle =(\lambda -T)^{-1}\ |\varphi \rangle =\sum _{i=1}^{n}{\frac {1}{\lambda -\lambda _{i}}}|e_{i}\rangle \langle f_{i},\varphi \rangle }
Tale funzione ha poli nel piano complesso in corrispondenza degli autovalori di {\displaystyle T}. Utilizzando allora il metodo dei residui si ottiene:
{\displaystyle {\frac {1}{2\pi i}}\ \oint _{C}\ d\lambda (\lambda -T)^{-1}\ |\varphi \rangle =-\sum _{i=1}^{n}\ |e_{i}\rangle \ \langle f_{i},\varphi \rangle =-|\varphi \rangle }
dove l'integrale è preso lungo un bordo {\displaystyle C} che include tutti gli autovalori. Supponendo che {\displaystyle \varphi } sia definita sulle coordinate {\displaystyle \{x_{i}\}}, ovvero:
{\displaystyle \langle x,\ \varphi \rangle =\varphi (x_{1},\ x_{2},...\ )\qquad \langle x,\ y\rangle =\delta (x-y)=\delta (x_{1}-y_{1},x_{2}-y_{2},x_{3}-y_{3}\dots )}
si ha:
{\displaystyle {\begin{aligned}\left\langle x,\ {\frac {1}{2\pi i}}\ \oint _{C}\ d\lambda (\lambda -T)^{-1}\varphi \right\rangle &={\frac {1}{2\pi i}}\ \oint _{C}\ d\lambda \ \langle x,\ (\lambda -T)^{-1}\ \varphi \rangle \\&={\frac {1}{2\pi i}}\ \oint _{C}\ d\lambda \int \ dy\ \ \langle x,\ (\lambda -T)^{-1}\ y\rangle \ \langle y,\ \varphi \rangle \end{aligned}}}
La funzione {\displaystyle G(x,y;\lambda )} definita come:
{\displaystyle {\begin{aligned}G(x,\ y;\ \lambda )&=\langle x,\ (\lambda -T)^{-1}\ y\rangle \\&=\sum _{i=1}^{n}\sum _{j=1}^{n}\langle x,\ e_{i}\rangle \langle f_{i},\ (\lambda -T)^{-1}e_{j}\rangle \langle f_{j},\ y\rangle \\&=\sum _{i=1}^{n}{\frac {\langle x,\ e_{i}\rangle \langle f_{i},\ y\rangle }{\lambda -\lambda _{i}}}\\&=\sum _{i=1}^{n}{\frac {e_{i}(x)f_{i}^{*}(y)}{\lambda -\lambda _{i}}}\end{aligned}}}
è la funzione di Green per {\displaystyle T} e soddisfa:
{\displaystyle {\frac {1}{2\pi i}}\ \oint _{C}d\lambda G(x,y;\,\lambda )=-\sum _{i=1}^{n}\langle x,e_{i}\rangle \langle f_{i},y\rangle =-\langle x,y\rangle =-\delta (x-y)}

## Esempio
Si consideri lo shift bilaterale {\displaystyle T} su {\displaystyle \ell ^{2}(\mathbb {Z} )} dato da:
{\displaystyle T(\cdots ,a_{-1},{\hat {a}}_{0},a_{1},\cdots )=(\cdots ,{\hat {a}}_{-1},a_{0},a_{1},\cdots )}
dove ^ denota la posizione zero. Un calcolo diretto mostra che {\displaystyle T} non ha autovalori, ma ogni {\displaystyle \lambda }  con {\displaystyle |\lambda |=1} è un autovalore approssimato. Ponendo {\displaystyle x_{n}} un vettore:
{\displaystyle {\frac {1}{\sqrt {n}}}(\dots ,0,1,\lambda ,\lambda ^{2},\dots ,\lambda ^{n-1},0,\dots )}
allora {\displaystyle \|x_{n}\|=1} per ogni n, ma:
{\displaystyle \|Tx_{n}-\lambda x_{n}\|={\sqrt {\frac {2}{n}}}\to 0}
Poiché {\displaystyle T} è un operatore unitario, il suo spettro appartiene al cerchio unitario. Quindi lo spettro continuo di {\displaystyle T} è tutto lo spettro, e questo vale per una classe più generale di operatori.